# Решетникова, Аиза Петровна
Аиза Петровна Решетникова (10 февраля 1945, Якутск, ЯАССР — 10 мая 2024, Якутск, Россия) — советский, российский и якутский музыкальный деятель, музыковед, педагог, пианистка, языковед, фольклорист, концертмейстер, эпосовед, кандидат исторических наук, член Союза композиторов России. Народная артистка Республики Саха (Якутия), Заслуженная артистка ЯАССР, Заслуженный работник культуры Российской Федерации. Лауреат многих премий, в том числе премии Фонда Ирины Архиповой, Государственной премии Республики Саха имени А. Е. Кулаковского. Основатель Музея музыки и фольклора народов Якутии.

## Биография
Родилась 10 февраля 1945 года в Якутске в артистической семье. Отец — Пётр Михайлович Решетников (1915—1960), театральный актёр и режиссёр, народный артист РСФСР, мать — Ирина Михайловна Максимова (1919—1991), артистка балета.
В 1964 году окончила Центральную среднюю специальную музыкальную школу при Московской государственной консерватории П. И. Чайковского. В 1971 году завершила обучение фортепианного факультета, а в 1974 году ассистентуру- стажировки Московской консерватории.
С начала 1970-х годов началась сольная концертная деятельность. В это время Решетникова являлась концертмейстером хора Якутского радио и телевидения. На счету Аизы Петровны более двухсот радио- и 150-ти передач.
Ушла из жизни 10 мая 2024 года на 80-м году жизни после продолжительной болезни в Якутске. Прощание состоится 15 мая.

## Звания и награды
- Народная артистка Республики Саха (Якутия) (28 февраля 2017) — за особый вклад в развитие культуры, музыкального и театрального искусства республики, плодотворную многолетнюю творческую деятельность[2][3]
- Заслуженная артистка ЯАССР (18 ноября 1980)[3]
- Заслуженный работник культуры Российской Федерации (20 мая 2004)[3][4]
- Государственная премия Республики Саха (Якутия) имени А. Е. Кулаковского за 2019 год (5 марта 2020) — за весомый вклад в возрождение устного нематериального наследия народов Якутии, развитие традиционной духовной культуры, подвижническую деятельность по пропаганде и популяризации классической и якутской музыки, формирование этномузыкознания, эвристический подход к музейному делу